# Alice in Chains: AIC 23
AIC 23 (também conhecido como Alice in Chains Twenty-Three) é um mocumentário lançado em 2013 pela banda de rock americana Alice in Chains para promover seu quinto álbum de estúdio, The Devil Put Dinosaurs Here (2013). O roteiro foi co-escrito pelo guitarrista/vocalista Jerry Cantrell e pelo ator W. Earl Brown. O vídeo estreou no site Funny or Die em 3 de Abril de 2013. O título é uma paródia do documentário Pearl Jam Twenty (2011) da banda Pearl Jam.
Trechos de faixas do álbum The Devil Put Dinosaurs Here são tocadas ao longo do vídeo, entre elas estão os dois primeiros singles "Hollow" e "Stone", e duas faixas que ainda não tinham sido divulgadas antes do lançamento do álbum; "Voices" e "Phantom Limb".

## Sinopse
AIC 23 segue o Professor de estudos de cinema Alan Poole McLard em sua jornada para fazer um documentário sobre a banda Alice in Chains. McLard entrevista outros músicos que foram influenciados pela banda. Entre eles estão o cantor country Donnie 'Skeeter' Dollarhide Jr. (Jerry Cantrell), o cantor de Reggae Nesta Cleveland (William DuVall), o músico de Black Metal Unta Gleeben Glabben Globben Globin (Mike Inez), e o blogueiro hipster Stanley Eisen (Sean Kinney).

## Elenco
- W. Earl Brown ... Alan Poole McLard
- Sean Kinney ... Stanley Eisen
- William DuVall ... Nesta Cleveland
- Mike Inez ... Unta Gleeben Glabben Globben Globin
- Jerry Cantrell ... Donnie 'Skeeter' Dollarhide Jr.
- Kim Thayil ... Ele mesmo
- Lars Ulrich ... Ele mesmo
- Robert Trujillo ... Ele mesmo
- Nancy Wilson ... Ela mesma
- Ann Wilson ... Ela mesma
- Mike McCready ... Ele mesmo
- Bill Kelliher ... Ele mesmo
- Duff McKagan ... Ele mesmo
- Brent Hinds ... Ele mesmo

## Produção
O guitarista e vocalista do Alice in Chains, Jerry Cantrell, disse em entrevista ao site Loudwire que a ideia para AIC 23 veio após cinco ou seis teleconferências com a banda se perguntando o que eles fariam para promover seu novo álbum, The Devil Put Dinosaurs Here. Os membros criaram seus personagens e tinham uma ideia do que queriam fazer, semelhante ao que eles fizeram em The Nona Tapes (1995). A banda trouxe o diretor Peter Darley Miller e o ator W. Earl Brown, que também é amigo de Cantrell. O co-vocalista da banda, William DuVall afirmou que a banda prefere fazer algo diferente do que um vídeo promocional comum, e éfoi por isso que eles decidiram fazer este vídeo.
O roteiro foi co-escrito por Jerry Cantrell and W. Earl Brown. Cantrell disse que o seu personagem é um pouco como o seu pai. Sean Kinney improvisou suas falas sobre "o comprimento adequado para a barra da calça" e "I was in a band back in the day".
A maquiagem protética foi feita pelo maquiador vencedor do Oscar Matthew W. Mungle, que também trabalhou nos filmes Edward Mãos de Tesoura (1990), Drácula de Bram Stoker (1992) e A Lista de Schindler (1993).

## Lançamento
AIC 23 estreou no site Funny or Die em 3 de Abril de 2013, e dois dias depois foi lançado no canal oficial do Alice in Chains no YouTube.